# Jan Hommen
Jan Hommen (* 29. April 1943 in ’s-Hertogenbosch) ist ein niederländischer Manager.

## Leben
Hommen studierte Betriebswirtschaft an der Universität Tilburg. Nach seinem Studium war er für das niederländische Unternehmen LIPS Aluminium B.V. tätig. Hommen wechselte zum US-amerikanischen Aluminiumhersteller Alcoa und war danach für das niederländische Unternehmen Philips tätig. Seit 2009 ist Hommen als Nachfolger von Michel Tilmant CEO des niederländischen Unternehmens ING Groep.
Im April 2005 erhielt Hommen den Orden von Oranien-Nassau verliehen.